# Jonathan Majors
Jonathan Michael Majors (Lompoc, Califòrnia, 7 de setembre de 1989) és un actor estatunidenc. Va guanyar protagonisme després de protagonitzar el llargmetratge independent The Last Black Man in San Francisco. L'any 2020, es va donar a conéixer per interpretar a Atticus Freeman a la sèrie de televisió de HBO Lovecraft Country. Apareix com He Who Remains a la sèrie de Disney+ Loki i com una altra versió d'aquest personatge, Kang el Conqueridor a la pel·lícula Ant-Man and the Wasp: Quantumania.

## Primers anys
Majors va néixer a Lompoc, Califòrnia, i va passar els seus primers anys vivint amb la seua família a la base militar de Vandenberg, perquè el seu pare estava a la Força Aèria. Majors va dir el 2020 que "el nostre pare, que ens estimava molt, va desaparéixer un dia... i va ressorgir 17 anys després". Des de llavors ha tornat a connectar amb el seu pare. La família aviat es va traslladar a Dallas, Texas. Posteriorment van viure a Georgetown, Texas i més tard van créixer a Cedar Hill, Texas. Després de transferir-se de Cedar Hill High School, es va graduar a Duncanville High School el 2008.
Quan era adolescent, Majors es va enfrontar a nombroses dificultats: va ser detingut per robatori, suspés de l'escola secundària per haver-se barallat i, en un moment donat, va viure al seu cotxe mentre treballava dues feines per arribar a final de mes. Finalment, va trobar un "espai segur" al món del teatre.
Majors va estudiar la seua llicenciatura a l'Escola d'Arts de la Universitat de Carolina del Nord, i més tard va assistir a la Yale School of Drama; es va graduar amb un MFA el 2016.

## Carrera
Majors va aconseguir el seu primer paper a la pantalla a la minisèrie d'ABC When We Rise mentre encara era estudiant a Yale. A la sèrie va retratar l'activista gai Ken Jones; com a part de la seua recerca per al paper, es va reunir amb Jones abans d'interpretar-lo.
Aquell mateix any, Majors va aparéixer en el seu primer paper al llargmetratge com el caporal Henry Woodson a la pel·lícula revisionista occidental Hostiles, escrita i dirigida per Scott Cooper. La pel·lícula va tenir la seua estrena mundial al Telluride Film Festival el 2 de setembre de 2017. També es va projectar al Festival Internacional de Cinema de Toronto el 10 de setembre de 2017. Va seguir amb més papers, a les pel·lícules de 2018 White Boy Rick i Out of Blue. Ambdues pel·lícules es van projectar al Festival Internacional de Cinema de Toronto del 2018, amb aquesta última competint pel Premi Platform.
El 2019, Majors es va fer conegut després de protagonitzar el llargmetratge independent de Joe Talbot, The Last Black Man in San Francisco, aclamat per la crítica, pel qual va rebre una nominació al Premi Independent Spirit. La pel·lícula va tenir la seua estrena mundial al Festival de Cinema de Sundance el 26 de gener de 2019. Va ser estrenada per A24 als Estats Units el 7 de juny de 2019. L'expresident dels Estats Units Barack Obama la va valorar com una de les millors pel·lícules del 2019. La seua actuació va ser elogiada pels crítics: Manohla Dargis, de The New York Times, va qualificar la seua actuació d'"un plany trancador del cor", mentre que Rolling Stone va descriure el seu torn com "profundament sensible i encantadorament descentralitzat". També va aparéixer en altres tres estrenes de pel·lícules del 2019: Captive State, Gully i Jungleland.
El 2020, va protagonitzar al costat de Chadwick Boseman i Delroy Lindo la pel·lícula dramàtica de guerra de Spike Lee Da 5 Bloods, que es va estrenar a Netflix. Aquell any, també va obtenir reconeixement per interpretar a Atticus Freeman a la sèrie de televisió de HBO Lovecraft Country. La seua actuació a Lovecraft Country va ser valorada favorablement per la crítica; Vogue el va batejar com "el nucli emocional del programa". Al setembre, va ser elegit per interpretar el dolent Kang the Conqueror a Ant-Man and the Wasp: Quantumania. Va debutar a la sèrie Loki de Disney+ del Marvel Cinematic Universe com "He Who Remains", una variant d'aquest personatge.
El 2021, va protagonitzar la pel·lícula de debut com a director de Jeymes Samuel The Harder They Fall, actuant al costat d'Idris Elba, Zazie Beetz, Regina King i Delroy Lindo.